# Rhynchocorys
Rhynchocorys es un género  de plantas perteneciente a la familia Orobanchaceae, anteriormente incluida en Scrophulariaceae.

## Taxonomía
El género fue descrito por August Heinrich Rudolf Grisebach y publicado en Spicilegium florae rumelicae et bithynicae . . . 2: 12. 1844.    La especie tipo es: Rhynchocorys elephas

## Especies
- Rhynchocorys elephas
- Rhynchocorys kurdica
- Rhynchocorys maxima
- Rhynchocorys odontophylla
- Rhynchocorys orientalis
- Rhynchocorys strictus